# Anja Klinar
Anja Klinar (ur. 3 kwietnia 1988 w Jesenicach) – słoweńska pływaczka, brązowa medalistka mistrzostw Europy na basenie 50 m i wicemistrzyni Europy na krótkim basenie.
Specjalizuje się w pływaniu stylem zmiennym. Największym jej sukcesem jest brązowy medal w mistrzostwach Europy na basenie 50-metrowym w Madrycie w 2004 roku w wyścigu na 400 m tym stylem oraz wicemistrzostwo Europy na basenie 25 m sześć lat później. Złota i srebrna medalistka igrzysk śródziemnomorskich z 2005 roku w wyścigu na 200 i 400 m stylem zmiennym.
Trzykrotnie startowała w igrzyskach olimpijskich (2004, 2008, 2012), nie odnosząc sukcesów.